# Anici Auqueni Bas (cònsol 408)
Anici Auqueni Bas (en llatí Anicius Auchenius Bassus), va ser un polític de l'Imperi Romà. L'any 408 va ser elegit cònsol. Segons B.L. Twyman, representa la "línia principal" de la gens Anícia.
Auqueni Bas era probablement fill de l'Anici Auqueni Bas que va ser praefectus urbi ela anys 382 i 383 i de Turrenia Honorata. Va tenir un fill, també anomenat Anici Auqueni Bas, cònsol l'any 431. Va escriure un epígraf en vers per a la tomba de Mònica, la mare d'Agustí d'Hipona. La pedra autèntica sobre la qual va ser escrit aquest epígraf va ser redescoberta l'any 1945 a l'església de Santa Àurea, a Ostia Antica.